# Изузетна пустоловина извесног Ханса Пфала
„Изузетна пустоловина извесног Ханса Пфала” (енгл. The Unparalleled Adventure of One Hans Pfaall) је приповетка америчког писца Едгара Алана Поа, први пут објављена у јуну 1835. у часопису Southern Literary Messenger под насловом „Ханс Пфал − прича”. По је хтео да превари читаоце, тако да је приповетку представио као наводно истиниту причу.
Прича се сматра једним од раних примера модерног жанра научне фантастике и прати путовање једног човека до Месеца.
По је планирао да настави превару у наредним делима, али га је у томе спречила „Велика месечева”, серија чланака о наводном открићу живота и цивилизација на Месецу, превара која је почела у издању дневних новина New York Sun од 25. августа 1835. године. По је касније написао да је сатирични тон приче олакшао читаоцима да проникну кроз наводну превару.

## Радња
Прича почиње достављањем рукописа, са детаљима о путовању човека по имену Ханс Пфал, гомили окупљеној у Ротердаму. Рукопис, који чини већи део приче, детаљно описује како је Пфал успео да стигне до Месеца уз помоћ револуционарног новог балона и уређаја који компресује вакуум свемира у ваздух за дисање. Путовање му је трајало деветнаест дана, а наратив укључује описе Земље из свемира, као и спуштање до њеног ватреног, вулканског сателита. Пфал задржава већину информација о површини Месеца и његовим становницима у замену за помиловање градских власти за неколико убистава која је починио пре него што је напустио Земљу (утеривача дугова који нису хтели да га оставе на миру). Након читања рукописа, градске власти се слажу да Пфала треба помиловати, али гласник који им је донео текст (очигледно становник Месеца) је нестао и они не могу да успоставе комуникацију са њим.

## Књижевни значај
Поова прича је утицала на дело Пут на Месец Жила Верна, које се може посматрати као препричавање приче. Верн је признао Поа као творца „научног романа”.
По је касније објавио сличну превару, „Превара са балоном”, у новинама New York Sun 1844. године.